# 社会システム科学研究科
社会システム科学研究科（しゃかいしすてむかがくけんきゅうか; Graduate School of Social Systems Science）は、大学院の研究科の一つ。社会システム科学を中心とする学問領域の研究・教育を目指した大学院教育・研究機関である。2008年4月現在、千葉工業大学に設置されており、専攻にはマネジメント工学専攻がある。得られる学位は、修士（工学）、博士（工学）。

## 社会システム科学研究科をおく日本の大学院
- 千葉工業大学